# Allocosa mokiensis
Allocosa mokiensis este o specie de păianjeni din genul Allocosa, familia Lycosidae, descrisă de Gertsch, 1934. Conform Catalogue of Life specia Allocosa mokiensis nu are subspecii cunoscute.